# ヘヴィ・コンストラクション
ヘヴィ・コンストラクション（Heavy ConstruKction）は、2000年12月に発表された、キング・クリムゾンのライブ・アルバム（CD 3枚組）。
Disc 2 はCD-Extra 仕様となっていて、音声トラックの楽曲とパソコンで視聴可能な映像を収録。
Disc 3 は即興演奏をまとめた。

## 収録曲

### CD One
1. イントゥ・ザ・フライング・パン -Into the Frying Pan
2. ザ・コンストラクション・オブ・ライト - The ConstruKction of Light
3. プロザック・ブルーズ - ProzaKc Blues
4. インプロヴィゼイション：ミュンヘン - Improv: Munchen
5. ワン・タイム - One Time
6. ダイナソー - Dinosaur
7. ヴルーム - VROOOM
8. フラクチャード - FraKctured
9. ザ･ワールズ･マイ･オイスター・スープ・キッチン・フロア・ワックス・ミュージアム - The World's My Oyster Soup Kitchen Floor Wax Museum
10. インプロヴィゼイション：ボン - Improv: Bonn

### CD Two
1. セックス、スリープ、イート、ドリンク、ドリーム - Sex Sleep Eat Drink Dream
2. インプロヴィゼイション：オッフェンバッハ - Improv: Offenbach
3. ケイジ - Cage
4. 太陽と戦慄パートIV／コーダ：アイ・ハヴ・ア・ドリーム - Larks' Tongues in Aspic :Part IV / Coda: I Have a Dream
5. スリー・オブ・ア・パーフェクト・ペアー - Three Of A Perfect Pair
6. ザ・デセプション・オブ・ザ・スラッシュ - The Deception Of The Thrush
7. ヒーローズ - Heroes

### CD Three
1. サピア - Sapir
2. プラスティック・ライノ - Blastic Rhino
3. ライツ・プリーズ（パート１） - Light Please (part 1)
4. シージャー - ccccSeizurecc
5. オフ・アンド・バック - Off And Back
6. モア（・アンド・レス） - More (And Less)
7. ビューティフル・レインボウ - Beautiful Rainbow
8. 7ティーズ - 7 Tears
9. トゥモロウ・ネヴァー・ニュー・セラ（インクルーディング　トゥモロウ・ネヴァー・ノウズ） - Tomorrow Never Knew Thela (including Tomorrow Never Knows)
10. ウーブー - Uböö
11. ザ・デセプション・オブ・ザ・スラッシュ - The Deception Of The Thrush
12. アリーナ・オブ・テラー - Arena Of Terror
13. ライツ・プリーズ（パート２） - Light Please (part 2)

## 参加ミュージシャン
- エイドリアン・ブリュー - guitar & vocals
- ロバート・フリップ - guitar
- トレイ・ガン - touch guitar, ashbory bass, talker
- パット・マステロット - electronic drumming